# Шахдорф-Штрёбек
Шахдорф-Штрёбек (нем. Schachdorf Ströbeck) — община в Германии, в земле Саксония-Анхальт.
Входит в состав района Хальберштадт. Подчиняется управлению Харцфорланд-Хю. Население составляет 1010 человек (на декабрь 2020 года). Занимает площадь 13,46 км². Впервые упоминается в 995 г.
«Шахдорф» по-немецки значит «шахматная деревня». По легенде, в 1011 г. заключённый в поместье Штрёбек граф Гунцеллин научил жителей округи игре в шахматы, и с тех пор игра в посёлке очень популярна, шахматная доска даже изображена на его гербе. С 1823 г. шахматы преподаются в местной школе, с 1991 г. Штрёбек переименован в Шахдорф-Штрёбек.
Вплоть до 20-х годов XIX века здесь продолжала пользоваться популярностью старинная разновидность игры — курьерские шахматы.